# TiddlyWiki
TiddlyWiki is een wiki-applicatie die geen server nodig heeft. TiddlyWiki is ontwikkeld door Jeremy Ruston en is geschikt voor gebruik als persoonlijke wiki. Het bestaat uit een enkel HTML-bestand met ondersteunende CSS- en JavaScript-code. Wanneer TiddlyWiki op de PC van de gebruiker draait, kan het zichzelf overschrijven wanneer het wordt geopend in bepaalde webbrowsers (met name Firefox). Op die manier worden wijzigingen opgeslagen. Gebruikers kunnen een nieuw artikel  (Tiddler genaamd) maken op hun lokale kopie van het TiddlyWikibestand en opslaan voor latere naslag. Bestaande Tiddlers kunnen bewerkt of verwijderd worden op dezelfde wijze. 
TiddlyWiki is vrijgegeven door Osmosoft onder BSD Open source-licentie, wat het vrij beschikbaar maakt. Jeremy Ruston noemt het experimenteel en in die geest hebben veel mensen het oorspronkelijke HTML-bestand bewerkt tot TiddlyWiki-aanpassingen. Deze kunnen in twee soorten verdeeld worden: diegene die uitsluitend client-gericht schrijven, en diegene die ook server-bestandsverwerking toepassen, meer in de richting van een gebruikelijke wiki. TiddlyWiki-aanpassingen voegen vaak mogelijkheden toe die door Ruston niet voorzien waren en worden soms in nieuwe versies van TiddlyWiki opgenomen.